# 알랭 프로스트

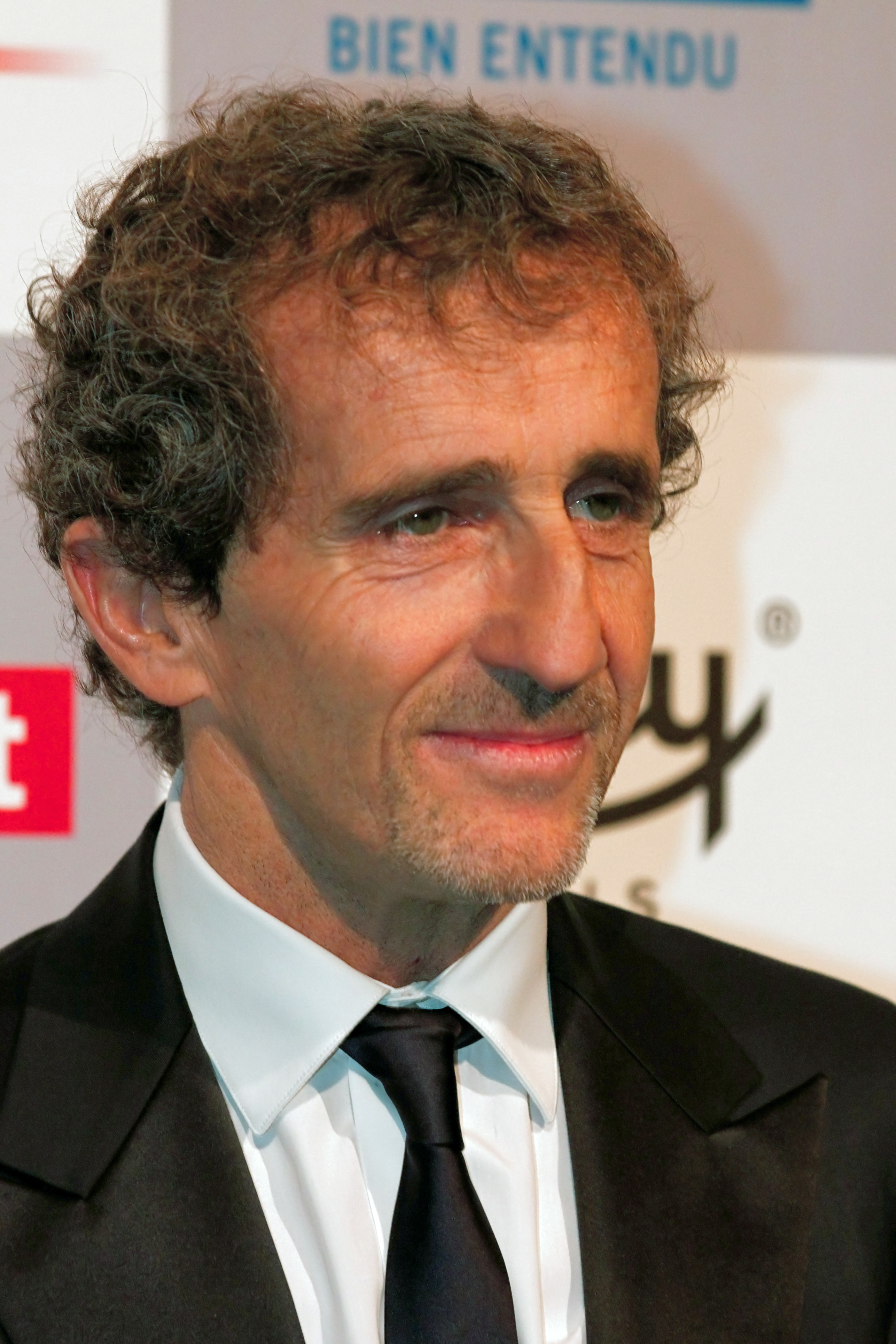
알랭 프로스트(2012년)

알랭 프로스트(Alain Prost, OBE, 1955년 2월 24일~)는 프랑스의 모터스포츠 선수이다. 4번의 포뮬러 원 드라이버 챔피언 경험이 있는 프로스트는 후안 마누엘 판지오(5번 챔피언)와 미하엘 슈마허, 루이스 해밀턴(7번 챔피언)를 제외하고 가장 많은 타이틀을 쟁취하였다.
1997년부터 2002년 파산 때까지 프로스트는 에퀴프 리지에르(Equipe Ligier) 팀을 인수하여 프로스트 그랑프리로 개칭해 활동하였고, 현재는 아이스 레이스 선수권 대회인 안드로스 트로피에서 활동 중이다.

## 서훈
- 1987년 프랑스 레지옹 도뇌르 훈장 슈발리에(5등급)
- 1993년 대영 제국 훈장 4등급(honorary OBE, 외국인대상 명예훈장)

## 같이 보기
- 포뮬러 원
- 후안 마누엘 판히오